# ルパート・コスト
ルパート・コスト（1906年 - 1989年）は、アメリカインディアンの作家、歴史家、人権活動家、出版者、民族運動家。

## 来歴
カリフォルニア州アンザ出身の、カフイラ族インディアン。青年時代はスポーツマンとして知られ、短期間だがセミプロのバスケットボール選手を務めている。
1920年代後期に、リバーサイド市立大学に通い、高速道路技師、水文学者、気象学者、測量士として働いた。部族会議のスポークスマンを8年間務め、「アンザ電気協同組合」、「アンザ農業連合会」、「アンザ土壌保全地区」、「リバーサイド農業連合会」の設立を助けた。またルパートと彼の親類は、リバーサイド郡にカリフォルニア大学の新しい分校を開校するよう州議会議員を説得している。
1924年の「インディアン市民法」の前に生まれたルパートはその幼児期から、アメリカ連邦政府がインディアンの保留地をバラバラに解体し、インディアンの児童を「インディアン寄宿学校」に強制入学させることによって部族のアイデンティティを抹消しようとした歴史の中にいた。ルパートは「インディアンのニュー・ディール」と呼ばれた1934年の「インディアン再編成法」の議会通過を10代で目撃している。
この法令は、部族のアイデンティティとして、「インディアンの権利」を主張していたが、その方法として「議会制民主主義」をインディアンの保留地に持ち込み、「部族会議」（部族政府）の設立を各保留地に義務付けた。「首長を議会が選任し、個人が部族を治める」というこの首長制システムは、本来「長老や酋長といった賢者の集まりが合議によって部族の方針を決定する」というインディアン社会の伝統的な合議制民主主義と相容れないものだった。大いなる神秘のもとに森羅万象が平等であると考えるインディアンの社会において、個人が権力を持つ首長制は「部族会議」とともに反発を受け、まるで機能せず、「部族政府」は腐敗する一方だった。部族会議のスポークスマンを務めていたルパートは「部族の正義」、「部族民の登録方針」、「部族会議の不規則な財政」、「投票手順」などに対する部族メンバーの不満や軋轢について、数多くの記録を遺している。これらの記録は後述する「コスト図書館」で自由閲覧できる。
第二次世界大戦の後、ルパートが中年期に入った頃に、アメリカ連邦政府は大きな方針転換を行った。1945年から1961年まで、連邦政府は「インディアン絶滅政策」を掲げ、インディアンの部族政府を終了させようとしたのである。連邦政府は雇用に乏しい保留地から、「職業訓練」を名目にインディアンを放逐し、都市部へ流入させた。やがて限界集落化した保留地の保留は解消され、連邦領土として没収されていった。インディアンの保留地には、往々にして貴重な地下資源があった。合衆国にとって、インディアンの部族を連邦条約規定から打ち切って「絶滅」扱いとすれば、年間多額の対インディアン予算を省き、また地下資源を手に入れられる、まさに一石二鳥の施策であった。
1950年代初期に、ルパートは、東部チェロキー族女性のジャネット・デューセ・ヘンリー（1909～2001年）と結婚した。ジャネットは17歳のときに家を飛び出し、1930年代後期には『デトロイト・フリー・プレス』紙で警察担当記者を務め、カリフォルニアへ移った後、『コロナ』紙の新聞記者、『ブルーシールド』紙の広報担当官として長年働いていた。サンフランシスコのヘイト・アシュバリーに居を構えた二人は、「アメリカインディアンの実像がきちんと語られていない」ということに不満を持ち、これを正すべく、そのエネルギー、所得と知性の全てを捧げた活動家、作家、組織者として、文字通り二人三脚でインディアン史の研究に取り組み始めた。

### 運動家となる
1950年、「アメリカインディアン歴史協会」（American Indian Historical Society）を設立。アメリカインディアンの学術雑誌である『The Indian Historian』誌の発行を始める。 
1964年、トロワ族、ケチャン族、マイドゥ族、フーパ族、オーロネ族、カルク族、ナバホ族、パイユート族らによる「アメリカインディアン歴史学会」（American Indian Historical Society ）の設立を夫妻で手伝い、初代理事長を務めた（1986年解散）。同団体は、次のような目的を掲げた。
1. アメリカインディアンの歴史に関しての事実を明らかにするために研究し、翻訳し、残されているインディアンの慣習、芸術と文化の証拠を維持し、保護して、インディアンの実話と文明への彼らの貢献に関して、歴史の記録を修正すること
2. アメリカインディアンの歴史を一般庶民に知らしめ、教育すること
3. アメリカインディアンの文化的な成長、より良きこと、教育のために働くこと

1970年、「インディアン歴史家出版」（The Indian Historian Press）をサンフランシスコのメイソニック通りに設立。アメリカ初のインディアン児童のための雑誌『ウィーウィッシュの木』（Weewish Tree）、インディアン新聞『ワッサジャ』（Wassaja）、「歴史協会」から引き継いで、インディアンの学術雑誌『The Indian Historian』など、革新的な出版物を次々に発行した。
カリフォルニア州は、オクラホマ州と並んで最大級のインディアン人口を持ち、今日、約110のインディアン部族が存在し、この点でもアラスカ州を除けば合衆国最大級である。その大部分の部族がゴールドラッシュによって流入した白人入植者によって虐殺され、連邦から認定を取り消され領土を奪われた「絶滅部族」であり、その再認定を要求し続けている。にもかかわらず、全米レベルでカリフォルニアのインディアンは歴史の研究対象としては軽視されてきた。ルパートの学術的活動は、全米の歴史学者に対し、カリフォルニアのインディアンに注意を喚起させるための努力の連続だった。『インディアン条約：不名誉の二世紀（Indian Treaties: Two Centuries of Dishonor）』（1977年）、『アメリカインディアンの千年の口承（Thousand Years of American Indian Storytelling）』（1981年）は、コスト夫妻によるインディアン条約の詳細な検証である。
インディアンの権利に関わるルパートの膨大な著作と出版物は、インディアンたちの権利回復要求運動の理論的支援となり、アメリカ連邦政府の政策方針に多大な影響を与えた。1975年に、連邦政府は「インディアン部族の自決」という、新しい方針を打ち出した。連邦政府の打ち出すピンポンゲームのような方針に飽き飽きしていた同世代のインディアンたちは、ルパートの活動が及ぼした、連邦政府の絶滅方針の劇的な転換を目の当たりにすることとなったのである。

### 「全米インディアン教育協会」の設立
1970年3月、フォード財団の資金提供を受けて、ニュージャージー州プリンストンで「アメリカインディアンの学識者集会」（Convocation of American Indian Scholars）を開催。中高一貫校及び大学のプログラムで、インディアン学生の教育を専任とする活動的なインディアンの教師と管理者を集めたこの会合は満場一致で、インディアン学生と教育者の利益と要求を満たす組織の創設を決定。コロラド州アスペンでこれを組織化した。
同年8月21日、ミネソタ州ミネアポリスに、コスト夫妻の他、スパーリン・ノーウッド、ハーシェル・“エース”・シャマン、 マリゴールド・リントン、ローズマリー・クリステンセン、ジョン・ウィンチェスター、リズ・ホワイトマン、ディロン・プラテロ、ウィリアム・デンマート、ネッド・ハタザリらを発起人として、「全米インディアン教育協会」（NIEA）を設立。
「NIEA」は、あくまで非営利的団体であり、絶対に非政治的団体であることを是として組織された。協会はインディアン及び他のアメリカ先住民たちの墓地の保護、インディアンを野蛮人表記した州の教科書の修正要求、インディアン芸術家の奨励、インディアンの領土主張と水利権回復要求の援護、新聞や本の発行を開始。1968年にはサクラメントで、インディアンの美術工芸の保護法制定のためのキャンペーンを張った。1969年には、カリキュラムの問題に対処するために、カリフォルニアで一連のインディアン教師のためのワークショップを組織した。1971年に、インディアンの美術工芸の育成発展のため、サンフランシスコで多数の展示会を後援した。これらの活動記録は、後述する「コスト図書館」にすべて収められ、閲覧自由となっている。
ジャネットが5年にわたって『The American Indian Reader: History 』を編集する間に、ルパートは『Textbooks and the American Indian』（1970年）を書いた。彼らの先見的な著作活動は、1987年の「カリフォルニア対カバゾン・バンド法廷戦（California v. Cabazon Band of Mission Indians）」や1988年の「リン教育長官対北西インディアン墓地防衛協会（Lyng, Secretary of Education, et al. v. Northwest Indian Cemetery Protective Association）」 のような、インディアン部族の生得権や信教の自由を巡る合衆国最高裁での訴訟案件に大きく影響している。
ルパートによる、初期カリフォルニア植民時代における、キリスト教伝道師たちの「ミッション布教」の残虐性と大量虐殺の暴露と検証は『カリフォルニアのミッション：ジェノサイドの遺産（The Missions of California : a legacy of genocide）』（1987年）にまとめられ、この書物の影響力は、カリフォルニアの「ミッション」の創設者であり、インディアン虐殺者であるフニペロ・セラ神父のローマ教会による聖人列席の予定を狂わせ、少なくとも延期させた。
1970年代までには、ルパートは活動家、教育者、ジャーナリスト、歴史家、組織者として、インディアン運動家たちに対する影響の頂点に立っていた。合衆国中の部族運動家や学者、ジャーナリストがコスト夫妻に助言と支持、洞察を求め、広報や支持を訴えた。チカソー族、オジブワ族、クリー族やとチヌーク族の部族会議と伝統派との争い、インディアンの信仰についての出版物の誤った記載、保留地での地下資源採掘と開発プロジェクト、連邦への部族再認定、「インディアン・マスコット問題」など、ルパートが関わり助言を与えた案件は、インディアンの権利問題の全般に及んでいる。

### 「ルパート･コスト・アメリカインディアン図書館」の設立
1986年、コスト夫婦の長年にわたるアメリカインディアンの歴史に関する研究分野を讃え、カリフォルニア大学リバーサイド校に世界初のアメリカインディアンの学術的講座である「ルパート・コスト講座」が設立された。これに合わせてコスト夫妻が贈与した学術資産を基に、同大学に「ルパート・コスト・アメリカインディアン図書館」（The Rupert Costo Library of the American Indian）、「コスト公文書館」（Costo Archive）が設立された。
この「コスト図書館」には、8,000冊の本、15,000以上の文書、小冊子、録音テープ、スライド、100以上の民俗工芸品、芸術作品が所蔵されている。これはアメリカインディアンに関する研究材料、及び1935年から1980年までの、カリフォルニアのインディアン文化の最大級の記録コレクションである。その内容は、インディアンの土地と漁猟、水利の権利に関する資料、インディアンの主権問題と領土に対する主張、言語教育と他の多くの問題に関するものであり、書簡、訴訟の要約、法廷記録、議会での証言と、法律委員会での報告、各部族の会報、学術的フィールドワークと研究メモを含んでいる。また多数の新聞紙が収められている。サンフランシスコ地震で一時保管状態が危ぶまれたが、その後建物が修復された。莫大な資料の最終的な寄付は、妻ジャネットの死去した2001年に行われ、資料のマイクロフィルム化が進められた。現在同文書館の資料は一般公開され、またオンラインで閲覧提供されている。同大学の「コスト講座」には8人の専任研究者がおり、研究と教育分野での他の機関の参加、地元のインディアン部族と大学コミュニティの間での文化交流を目的としている。

## 死去
1989年に死去。ルパートの蔵書や資料の整理と「ルパート･コストアメリカインディアン図書館」への寄付は妻ジャネットによって続けられた。妻ジャネットは2001年に他界している。

## 著作
ルパート・コストは地元アメリカ西海岸のインディアンの、白人入植者による虐殺の歴史とその権利問題について多数の著書を残し、またインディアンのステレオタイプ化について強い批判を行っている。すべて妻ジャネットとの共作である。
- 『Redman of the Golden West』（San Francisco : The Indian Historian Press, 1970年）
- 『Textbooks and the American Indian』（San Francisco, CA : Indian Historian Press, 1970年）
- 『The American Indian Reader: History 』（San Francisco, CA : American Indian Educational Publishers, 1972年～1977年）

「人類学」、「教育」、「文学」、「歴史」、「インディアン条約：不名誉の2世紀」の全5巻。
- 『Indian Voices: the Native American Today 』（Indian Historian Press, 1974年）
- 『Indian Treaties: Two Centuries of Dishonor』（San Francisco, CA : Indian Historian Press, 1977年）
- 『A thousand years of American Indian storytelling』（San Francisco, CA : Indian Historian Press, 1981年）
- 『The Missions of California : a legacy of genocide』（San Francisco : The Indian Historian Press, 1987年）
- 『Natives of the golden state; the California Indians』（San Francisco : Indian Historian Press, 1995年）

他多数

## 出版物
ルパートは「インディアン歴史家出版」を主宰する出版者としても、インディアン民族やアメリカ先住民の文化を正しく伝えることを目的に、様々な書物を発行している。
- 『Tsali』（Denton Bedford、1972年）
- 『Give or Take a Century, an Eskimo Saga』（Joseph Senungetuck、1971年）
- 『The Only Land I Know: A History of the Lumbee Indians』（Alolp L. Dial and David K. Eliades、1975年）
- 『Pima and Papago Ritual Oratory]: A Study of Three Texts』（Donald M. Bahr、1975年）
- 『Legends of the Lakota』（James La Pointe、1976年）
- 『The Pueblo Indians』（Joe S. Sando、1976年）
- 『The Iroquois and the Founding of the American Nation』（Donald A. Grinde, Jr.、1977年）

他多数